# Carlos Ramos Blanco
Carlos Ramos Blanco (Zamora, 31 augustus 1994) is een Spaans voetballer die bij voorkeur als centrale middenvelder speelt. Hij stroomde in 2014 door vanuit de jeugd van Atlético Madrid.

## Clubcarrière
Ramos verruilde in 2011 Zamora CF, de club uit zijn geboortestad, voor Atlético Madrid. Op 18 december 2013 mocht hij debuteren voor Atlético Madrid in de Copa del Rey tegen het Catalaanse UE Sant Andreu. Diego Simeone deed voor dit duel beroep op een volledig B-elftal. Ramos mocht in de basiself beginnen en werd na 72 minuten gewisseld voor Gabi. Vijf minuten later scoorde mede-debutant Héctor Hernández de gelijkmaker. In blessuretijd scoorde Toby Alderweireld het winnende doelpunt voor Atlético.
1 Musso ·
2 Giménez ·
3 Azpilicueta ·
4 Gallagher ·
5 De Paul ·
6 Koke  ·
7 Griezmann ·
8 Barrios ·
9 Sørloth ·
10 Correa ·
11 Lemar ·
12 Lino ·
13 Oblak ·
14 Llorente ·
15 Lenglet ·
16 Molina ·
17 Riquelme ·
19 Álvarez ·
20 Witsel ·
21 Galán ·
22 G. Simeone ·
23 Reinildo ·
24 Le Normand ·
Coach: D. Simeone
· Assistent-coach: López
· Assistent-coach: Vivas